# Mussey-sur-Marne
Mussey-sur-Marne är en kommun i departementet Haute-Marne i regionen Grand Est (tidigare regionen Champagne-Ardenne) i nordöstra Frankrike. Kommunen ligger i kantonen Doulaincourt-Saucourt som tillhör arrondissementet Saint-Dizier. År 2022 hade Mussey-sur-Marne 368 invånare.

## Befolkningsutveckling
Antalet invånare i kommunen Mussey-sur-Marne
| Referens: INSEE |